# Каменный Буерак (Воронежская область)
Каменный Буерак  — хутор в Нижнедевицком районе Воронежской области.
Входит в состав Хвощеватовского сельского поселения.

## География

### Улицы
- ул. Зелёная